# Chumuckla
Chumuckla es un lugar designado por el censo ubicado en el condado de Santa Rosa en el estado estadounidense de Florida. En el Censo de 2010 tenía una población de 850 habitantes y una densidad poblacional de 16,1 personas por km².

## Geografía
Chumuckla se encuentra ubicado en las coordenadas 30°47′16″N 87°13′57″O / 30.78778, -87.23250. Según la Oficina del Censo de los Estados Unidos, Chumuckla tiene una superficie total de 52.78 km², de la cual 52.4 km² corresponden a tierra firme y (0.73%) 0.38 km² es agua.

## Demografía
Según el censo de 2010, había 850 personas residiendo en Chumuckla. La densidad de población era de 16,1 hab./km². De los 850 habitantes, Chumuckla estaba compuesto por el 95.06% blancos, el 0.47% eran afroamericanos, el 2% eran amerindios, el 0.59% eran asiáticos, el 0% eran isleños del Pacífico, el 0.47% eran de otras razas y el 1.41% pertenecían a dos o más razas. Del total de la población el 0.71% eran hispanos o latinos de cualquier raza.